# Атинодор Византийски
Атенодор (известен също като Атеноген) (на гръцки: Αθηνόδωρος, Αθηνογένης; на латински: Athenodorus, Athenogenes, † 148) е епископ на Византион от 144 до 148 година. По време на неговото управление, по същото време, когато градът е управляван от Зексип, по времето на император Антонин Пий, има увеличение на християнското население. Атенодор е упълномощен за построяването на втора катедрала в Елея, която по-късно е възстановена от император Константин I, който иска да го запълни, да бъде погребан там. Накрая той не го запълва, защото е сметнато за неподходящо да бъде извън града. Катедралата е посветена на мъченичеството на Елеазар и на седемте братя Макавеи (Втора книга Макавейска).